# Dublin Challenger 1989
Il Dublin Challenger 1989 è stato un torneo di tennis facente parte della categoria ATP Challenger Series nell'ambito dell'ATP Challenger Series 1989. Il torneo si è giocato a Dublino in Irlanda dal 10 al 16 luglio 1989 su campi in sintetico.

## Vincitori

### Singolare
Henrik Holm ha battuto in finale  Cristiano Caratti con il punteggio di 6–0, 4–6, 6–3

### Doppio
Ugo Colombini /  Paul Wekesa hanno battuto in finale  Ted Scherman /  Peter Wright con il punteggio di 6–4, 6–4